# ショウナンアルバ
ショウナンアルバは、日本の競走馬である。2008年の共同通信杯を制した。
半姉に2007年のフラワーカップを制したショウナンタレントがいる。
馬名の「ショウナン」は冠名、「アルバ」はスペイン語で夜明けの意味。

## 戦績
2007年7月1日、福島第5競走の2歳新馬戦に蛯名正義騎乗でデビュー、2着に敗れる。7月28日に新潟の未勝利戦に出走。1番人気に応えて初勝利を挙げる。その後放牧に出された。
2008年1月26日に中山の若竹賞（500万下）に出走。スタートから先頭に立ち、そのまま押し切ってゴールし2勝目。2月11日、前日降った雪の影響で1日順延となった、東京の共同通信杯に出走。スタート直後に前に行きたがったものの最後の直線では抜け出し、3連勝で重賞初勝利。また父ウォーエンブレムの産駒としても重賞初勝利となった。その後のスプリングステークスでは、前走同様前に行きたがり、途中から先頭に立つも、最後は後続に交わされ3着だった。そして、4月20日の皐月賞では3番人気に支持されるも、完全に折り合いを欠き、3コーナーから前に進出するも早々に失速して14着と大敗した。続く6月1日の日本ダービーは12着と大敗した。秋初戦となる初の古馬との対戦富士ステークスでは武豊に乗り代わったが6着だった。本番のマイルチャンピオンシップでは12着に敗れた。
2009年は1月5日の京都金杯から始動したが、9着に敗れた。続く東京新聞杯では最下位の16着に終わった。
続く六甲ステークスでは4着と久々に掲示板を確保した。その後、4月5日のダービー卿チャレンジトロフィーでは15着、4月25日のオーストラリアトロフィーでは11着と2戦続けて殿負けに終わった。その後準オープンに降級となり、10月18日の白秋ステークスに2番人気で出走したが、終始後方のまま12着と大敗した。続く10月31日の紅葉ステークスでは中団追走も失速し15着と大敗した。その後、初のダート戦となったサンタクロースステークスでは16着と殿負けに終わった。
2010年は3月20日の韓国馬事会杯から始動したが、ブービーの13着と大敗した。続く4月25日のフリーウェイステークスでは中団のやや後ろから追い込んで2着と好走した。5月23日の東京クラウンプレミアムでは見せ場なく14着に終わった。6月26日のテレビユー福島賞では中団追走から脚を伸ばして共同通信杯以来の勝利を収めた。その後8月28日の朱鷺ステークスに出走予定だったが、感冒のため出走取消となった。9月12日のセントウルステークスに出走したが、終始後方追走のまま11着と大敗を喫した。10月30日のスワンステークスでは後方から鋭く追い込んで2着と好走するも、11月13日のオーロカップでは見せ場なく13着、12月18日の阪神カップでは出遅れが響いて10着と大敗した。
2011年は1月10日の淀短距離ステークスから始動したが、またしても出遅れて9着に敗れた。続く3月5日のオーシャンステークスでは中団から脚を伸ばすも6着、高松宮記念では後方から追いあげたが6着。京王杯スプリングカップでは中団追走も失速し16着と大敗。その後7月31日のUHB杯に出走したが見せ場なく9着、8月28日のキーンランドカップでは人気通りの10着。その後11月12日のパラダイスステークスでは中団追走も失速し13着と大敗した。12月17日のディセンバーステークスでは16着と殿負けに終わった。
2012年は3月31日の障害未勝利から始動したが、終始かかり気味となり、13着と大敗した。7月7日の障害未勝利戦に出走したがレース中に故障発症、競走中止となった。その後、8月10日付けで競走馬登録を抹消、茨城県阿見町の大瀧ステーブルで乗馬となる。その後、東京農業大学を経て、2022年現在は名古屋工業大学馬術部に繋養されている。

## 競走成績
以下の内容は、netkeiba.comに基づく。
| 競走日     | 競馬場 | 競走名                 | 格       | 距離 （馬場） | 頭 数 | 枠 番 | 馬 番 | オッズ （人気） | 着順 | タイム （上り3F/平均1F） | 着差  | 騎手        | 斤量 [kg] | 1着馬（2着馬）       | 馬体重 [kg] |
| ---------- | ------ | ---------------------- | -------- | ------------- | ----- | ----- | ----- | --------------- | ---- | ------------------------ | ----- | ----------- | --------- | -------------------- | ----------- |
| 2007.07.01 | 福島   | 2歳新馬                |          | 芝1800m（良） | 15    | 6     | 11    | 002.80（2人）   | 02着 | R1:50.6（36.2）          | -0.1  | 0蛯名正義   | 54        | タケショウオージ     | 462         |
| 0000.07.28 | 新潟   | 2歳未勝利              |          | 芝1600m（良） | 17    | 6     | 12    | 002.00（1人）   | 01着 | R1:35.1（34.0）          | -0.4  | 0蛯名正義   | 54        | （マッシュアップ）   | 460         |
| 2008.01.26 | 中山   | 若竹賞                 | 500万下  | 芝1800m（良） | 14    | 8     | 14    | 010.40（4人）   | 01着 | R1:49.1（36.7）          | -0.1  | 0蛯名正義   | 56        | （アサクサダンディ） | 480         |
| 0000.02.11 | 東京   | 共同通信杯             | JpnIII   | 芝1800m（良） | 16    | 6     | 11    | 021.40（6人）   | 01着 | R1:47.6（35.4）          | -0.1  | 0蛯名正義   | 56        | （タケミカヅチ）     | 480         |
| 0000.03.23 | 中山   | スプリングS            | JpnII    | 芝1800m（良） | 16    | 5     | 10    | 003.20（1人）   | 03着 | R1:49.1（35.8）          | -0.2  | 0蛯名正義   | 56        | スマイルジャック     | 482         |
| 0000.04.20 | 中山   | 皐月賞                 | JpnI     | 芝2000m（良） | 18    | 8     | 18    | 007.00（3人）   | 14着 | R2:03.1（36.1）          | -1.4  | 0蛯名正義   | 57        | キャプテントゥーレ   | 482         |
| 0000.06.01 | 東京   | 東京優駿               | JpnI     | 芝2400m（良） | 18    | 8     | 17    | 019.60（8人）   | 12着 | R2:28.2（36.1）          | -1.4  | 0蛯名正義   | 57        | ディープスカイ       | 486         |
| 0000.10.25 | 東京   | 富士S                  | GIII     | 芝1600m（良） | 18    | 6     | 11    | 008.40（3人）   | 06着 | R1:33.0（33.6）          | -0.3  | 0武豊       | 55        | サイレントプライド   | 486         |
| 0000.11.23 | 京都   | マイルCS               | GI       | 芝1600m（良） | 18    | 6     | 11    | 026.40（9人）   | 12着 | R1:33.2（34.7）          | -0.6  | 0蛯名正義   | 56        | ブルーメンブラット   | 484         |
| 2009.01.05 | 京都   | 京都金杯               | GIII     | 芝1600m（良） | 16    | 4     | 7     | 009.60（5人）   | 09着 | R1:33.6（35.1）          | -0.7  | 0武豊       | 55        | タマモサポート       | 494         |
| 0000.01.31 | 東京   | 東京新聞杯             | GIII     | 芝1600m（不） | 16    | 1     | 1     | 028.1（12人）   | 16着 | R1:40.2（40.5）          | -3.3  | 0松岡正海   | 55        | アブソリュート       | 494         |
| 0000.03.21 | 阪神   | 六甲S                  | OP       | 芝1600m（良） | 15    | 3     | 5     | 009.50（6人）   | 04着 | R1:35.0（34.6）          | -0.5  | 0川田将雅   | 55        | ライブコンサート     | 486         |
| 0000.04.05 | 中山   | ダービー卿CT           | GIII     | 芝1600m（良） | 15    | 8     | 15    | 019.0（10人）   | 15着 | R1:35.1（35.9）          | -1.4  | 0吉田隼人   | 55        | タケミカヅチ         | 494         |
| 0000.04.25 | 京都   | オーストラリアT        | OP       | 芝1800m（不） | 11    | 8     | 11    | 021.40（9人）   | 11着 | R1:51.4（38.6）          | -3.4  | 0川田将雅   | 56        | ドリームサンデー     | 488         |
| 0000.10.18 | 東京   | 白秋S                  | 1600万下 | 芝1400m（良） | 18    | 7     | 15    | 006.70（2人）   | 12着 | R1:21.6（33.9）          | -1.0  | 0蛯名正義   | 57        | グラスキング         | 498         |
| 0000.10.31 | 東京   | 紅葉S                  | 1600万下 | 芝1600m（良） | 18    | 6     | 12    | 020.40（8人）   | 15着 | R1:34.2（36.0）          | -1.7  | 0柴山雄一   | 57        | ムラマサノヨートー   | 496         |
| 0000.12.20 | 阪神   | サンタクロースS        | 1600万下 | ダ1800m（良） | 16    | 4     | 8     | 024.00（9人）   | 16着 | R1:56.3（40.0）          | -2.9  | 0M.デムーロ | 57        | ピイラニハイウェイ   | 496         |
| 2010.03.20 | 中山   | 韓国馬事会杯           | 1600万下 | 芝1600m（良） | 14    | 7     | 12    | 027.80（8人）   | 13着 | R1:35.5（37.2）          | -1.6  | 0木幡初広   | 57        | キョウエイストーム   | 502         |
| 0000.04.25 | 東京   | フリーウェイS          | 1600万下 | 芝1400m（良） | 18    | 3     | 6     | 039.3（11人）   | 02着 | R1:20.9（33.3）          | -0.1  | 0蛯名正義   | 57        | ロードバリオス       | 500         |
| 0000.05.23 | 東京   | 東京クラウンプレミアム | 1600万下 | 芝1400m（稍） | 17    | 7     | 14    | 007.50（3人）   | 14着 | R1:24.9（35.1）          | -1.2  | 0蛯名正義   | 57        | ストロングリターン   | 504         |
| 0000.06.26 | 福島   | テレビユー福島賞       | 1600万下 | 芝1200m（良） | 16    | 3     | 5     | 011.10（6人）   | 01着 | R1:07.5（33.3）          | -0.3  | 0蛯名正義   | 56        | （エーブダッチマン） | 504         |
| 0000.08.28 | 新潟   | 朱鷺S                  | OP       | 芝1400m（良） | 14    | 2     | 2     |                 |      | 出走取消                 |       | 0蛯名正義   | 56        | コパノオーシャンズ   | 計不        |
| 0000.09.12 | 阪神   | セントウルS            | GII      | 芝1200m（良） | 15    | 7     | 14    | 011.40（8人）   | 11着 | R1:08.6（34.0）          | -0.6  | 0柴田善臣   | 57        | ダッシャーゴーゴー   | 498         |
| 0000.10.30 | 京都   | スワンS                | GII      | 芝1400m（良） | 14    | 2     | 2     | 022.10（8人）   | 02着 | R1:21.2（33.5）          | -0.2  | 0四位洋文   | 57        | マルカフェニックス   | 494         |
| 0000.11.13 | 東京   | オーロC                | OP       | 芝1400m（良） | 18    | 2     | 4     | 006.60（4人）   | 13着 | R1:21.6（34.3）          | -0.6  | 0蛯名正義   | 56        | リビアーモ           | 502         |
| 0000.12.18 | 阪神   | 阪神C                  | GII      | 芝1400m（良） | 17    | 2     | 3     | 066.1（13人）   | 10着 | R1:21.0（34.1）          | -0.7  | 0四位洋文   | 57        | キンシャサノキセキ   | 496         |
| 2011.01.10 | 京都   | 淀短距離S              | OP       | 芝1200m（良） | 16    | 5     | 9     | 008.30（5人）   | 09着 | R1:09.6（35.0）          | -0.8  | 0四位洋文   | 57        | ショウナンカザン     | 502         |
| 0000.03.05 | 中山   | オーシャンS            | GIII     | 芝1200m（良） | 16    | 1     | 2     | 028.20（7人）   | 06着 | R1:08.3（34.2）          | -0.5  | 0蛯名正義   | 56        | ダッシャーゴーゴー   | 510         |
| 0000.03.27 | 阪神   | 高松宮記念             | GI       | 芝1200m（良） | 16    | 1     | 2     | 125.1（13人）   | 06着 | R1:08.5（33.7）          | -0.6  | 0蛯名正義   | 57        | キンシャサノキセキ   | 508         |
| 0000.05.14 | 東京   | 京王杯SC               | GII      | 芝1400m（良） | 17    | 8     | 15    | 052.6（11人）   | 16着 | R1:21.5（34.4）          | -1.3  | 0蛯名正義   | 57        | ストロングリターン   | 506         |
| 0000.07.31 | 函館   | UHB杯                  | OP       | 芝1200m（良） | 11    | 8     | 11    | 010.80（4人）   | 09着 | R1:10.7（36.5）          | -1.8  | 0三浦皇成   | 56        | パドトロワ           | 516         |
| 0000.08.28 | 札幌   | キーンランドC          | GIII     | 芝1200m（良） | 16    | 7     | 14    | 098.7（10人）   | 10着 | R1:09.6（35.6）          | -1.0  | 0四位洋文   | 56        | カレンチャン         | 510         |
| 0000.11.12 | 東京   | パラダイスS            | OP       | 芝1400m（良） | 14    | 2     | 2     | 033.2（12人）   | 13着 | R1:23.5（34.4）          | -1.5  | 0蛯名正義   | 55        | トライアンフマーチ   | 500         |
| 0000.12.17 | 中山   | ディセンバーS          | OP       | 芝1800m（良） | 16    | 2     | 3     | 101.8（12人）   | 16着 | R1:52.3（41.2）          | -5.3  | 0和田竜二   | 57        | ナカヤマナイト       | 506         |
| 2012.03.31 | 中山   | 障害4歳上未勝利        |          | ダ2880m（良） | 14    | 5     | 7     | 016.40（5人）   | 13着 | R3:24.0（14.2）          | -10.0 | 0横山義行   | 60        | メジロサンノウ       | 512         |
| 0000.07.07 | 福島   | 障害4歳上未勝利        |          | 芝2770m（不） | 14    | 1     | 1     | 018.10（7人）   |      | 競走中止                 |       | 0横山義行   | 60        | ゴーゴーシュンスケ   | 504         |

## 血統表
| ショウナンアルバの血統ミスタープロスペクター系 / Brigadier Gerard3×5=15.63% | ショウナンアルバの血統ミスタープロスペクター系 / Brigadier Gerard3×5=15.63% | ショウナンアルバの血統ミスタープロスペクター系 / Brigadier Gerard3×5=15.63% | （血統表の出典）    | （血統表の出典） |
| 父 *ウォーエンブレム War Emblem 1999 青鹿毛                                 | 父の父Our Emblem 1991 黒鹿毛                                                | Mr. Prospector                                                              | Raise a Native      | Raise a Native   |
| 父 *ウォーエンブレム War Emblem 1999 青鹿毛                                 | 父の父Our Emblem 1991 黒鹿毛                                                | Mr. Prospector                                                              | Gold Digger         |                  |
| 父 *ウォーエンブレム War Emblem 1999 青鹿毛                                 | 父の父Our Emblem 1991 黒鹿毛                                                | Personal Ensign                                                             | Private Account     | Private Account  |
| 父 *ウォーエンブレム War Emblem 1999 青鹿毛                                 | 父の父Our Emblem 1991 黒鹿毛                                                | Personal Ensign                                                             | Grecian Banner      |                  |
| 父 *ウォーエンブレム War Emblem 1999 青鹿毛                                 | 父の母Sweetest Lady 1990 鹿毛                                               | Lord at War                                                                 | General             | General          |
| 父 *ウォーエンブレム War Emblem 1999 青鹿毛                                 | 父の母Sweetest Lady 1990 鹿毛                                               | Lord at War                                                                 | Luna de Miel        |                  |
| 父 *ウォーエンブレム War Emblem 1999 青鹿毛                                 | 父の母Sweetest Lady 1990 鹿毛                                               | Sweetest Roman                                                              | The Pruner          | The Pruner       |
| 父 *ウォーエンブレム War Emblem 1999 青鹿毛                                 | 父の母Sweetest Lady 1990 鹿毛                                               | Sweetest Roman                                                              | I Also              |                  |
| 母 *シャンラン Xianlang 1993 鹿毛                                           | 母の父Great Commotion 1986 鹿毛                                             | Nureyev                                                                     | Northern Dancer     | Northern Dancer  |
| 母 *シャンラン Xianlang 1993 鹿毛                                           | 母の父Great Commotion 1986 鹿毛                                             | Nureyev                                                                     | Special             |                  |
| 母 *シャンラン Xianlang 1993 鹿毛                                           | 母の父Great Commotion 1986 鹿毛                                             | Alathea                                                                     | Lorenzaccio         | Lorenzaccio      |
| 母 *シャンラン Xianlang 1993 鹿毛                                           | 母の父Great Commotion 1986 鹿毛                                             | Alathea                                                                     | Vive La Reine       |                  |
| 母 *シャンラン Xianlang 1993 鹿毛                                           | 母の母Down the Line 1980 鹿毛                                               | Brigadier Gerard                                                            | Queen's Hussar      | Queen's Hussar   |
| 母 *シャンラン Xianlang 1993 鹿毛                                           | 母の母Down the Line 1980 鹿毛                                               | Brigadier Gerard                                                            | La Paiva            |                  |
| 母 *シャンラン Xianlang 1993 鹿毛                                           | 母の母Down the Line 1980 鹿毛                                               | Sizzler                                                                     | Blakeney            | Blakeney         |
| 母 *シャンラン Xianlang 1993 鹿毛                                           | 母の母Down the Line 1980 鹿毛                                               | Sizzler                                                                     | Death Ray F-No.11-d |                  |

- 半姉ショウナンタレントの孫にハッピーマン（兵庫ジュニアグランプリ）。